# Пеннаккьо, Сальваторе
Сальваторе Пеннаккьо (итал. Salvatore Pennacchio; род. 7 сентября 1952, Марано-ди-Наполи, Италия) — итальянский прелат и ватиканский дипломат. Титулярный архиепископ Монтемарано с 28 ноября 1998. Апостольский нунций в Руанде с 28 ноября 1998 по 20 сентября 2003. Апостольский нунций в Таиланде, Сингапуре и Камбодже, апостольский делегат в Брунее, Лаосе, Малайзии и Мьянме с 20 сентября 2003 по 8 мая 2010. Апостольский нунций в Индии с 8 мая 2010 по 6 августа 2016. Апостольский нунций в Непале с 13 ноября 2010 по 6 августа 2016. Апостольский нунций в Польше с 6 августа 2016 по 25 января 2023. Президент Папской Церковной Академии с 25 января 2023.